# Cricotopus junus
Cricotopus junus är en tvåvingeart som beskrevs av Roback 1957. Cricotopus junus ingår i släktet Cricotopus och familjen fjädermyggor.
Artens utbredningsområde är Pennsylvania. Inga underarter finns listade i Catalogue of Life.